# Hashlife
Es un algoritmo de memoización que puede calcular el destino a largo plazo de una configuración de partida dada para el Juego de la Vida de Conway, y de otros autómatas celulares similares, de forma mucho más rápida de lo que sería posible utilizando otros algoritmos que simulan cada paso intermedio del autómata.
El algoritmo fue inventado por Bill Gosper en la década de 1980 mientras investigaba en el Centro de investigación de Xerox en Palo Alto.
Hashlife está diseñado para explotar la gran cantidad de redundancias temporales y espaciales existentes en la mayoría de reglas de Vida. Por ejemplo, en el Juego de la Vida de Conway, muchos patrones aparentemente aleatorios terminan como simples colecciones de estructuras estáticas y osciladores.
- Datos: Q3027624